# Министр-президенты Австрии
Со времени создания должности министра-президента Австрийской империи в 1848 году (после Австро-венгерского соглашения в 1867 — министр-президент земель австрийской короны в составе Австро-Венгрии, Цислейтании) и до распада Австро-Венгрии в 1918 году эту должность занимало 37 человек.

## Министр-президенты и председатели Совета министров Австрийской империи
1. Франц Антон фон Коловрат-Либштейнский (20 марта — 5 апреля 1848).
2. Карл Людвиг фон Фикельмон (19 апреля — 4 мая 1848).
3. Франц фон Пиллерсдорф (8 мая — 8 июля 1848).
4. Антон фон Добльхофф-Дир (8 — 18 июля 1848).
5. Иоганн фон Вессенберг-Ампринген (18 июля — 21 ноября 1848).
6. Феликс цу Шварценберг (21 ноября 1848 — 5 апреля 1852).
7. Карл Фердинанд фон Буоль-Шауэнштейн (11 апреля 1852 — 21 августа 1859).
8. Иоганн Бернхард фон Рехберг унд Ротенлёвен (21 августа 1859 — 4 февраля 1861).
9. Эрцгерцог Райнер (4 февраля 1861 — 26 июня 1865).
10. Александр фон Менсдорф (26 июня — 27 июля 1865).
11. Рихард Белкреди (27 июля 1865 — 7 февраля 1867).

## Министр-президенты Земель, представленных в рейхсрате (Цислейтании)
1. Фридрих Фердинанд фон Бейст (7 февраля — 30 декабря 1867).
2. Карл фон Ауэршперг (30 декабря 1867 — 24 сентября 1868).
3. Эдуард Тааффе (24 сентября 1868 — 14 января 1870).
4. Игнац фон Пленер (15 января 1870 — 1 февраля 1870).
5. Леопольд Гаснер фон Арта (1 февраля — 4 апреля 1870).
6. Альфред фон Потоцкий (12 апреля 1870 — 4 февраля 1871).
7. Карл Зигмунд фон Гогенварт (вр. 6 февраля — 30 октября 1871).
8. Людвиг фон Гольцгетан (вр. 30 октября — 25 ноября 1871).
9. Адольф фон Ауэршперг (25 ноября 1871 — 15 февраля 1879).
10. Карл фон Штремайр (вр. 15 февраля — 12 августа 1879).
11. Эдуард Тааффе (12 августа 1879 — 11 ноября 1893)
12. Альфред фон Виндишгрец (11 ноября 1893 — 19 июня 1895).
13. Эрих фон Кильмансегг (19 июня — 30 сентября 1895).
14. Казимир Феликс фон Бадени (30 сентября 1895 — 30 ноября 1897).
15. Пауль Гауч фон Франкентурн (30 ноября 1897 — 5 марта 1898).
16. Франц Антон фон Тун унд Гогенштейн (5 марта 1898 — 2 января 1899).
17. Манфред фон Клари унд Альдринген (2 октября — 21 декабря 1899).
18. Генрих фон Виттек (вр. 21 декабря 1899 — 17 января 1900).
19. Эрнест фон Кёрбер (18 января 1900 — 27 декабря 1904).
20. Пауль Гауч фон Франкентурн (1 января 1905 — 30 апреля 1906).
21. Конрад цу Гогенлоэ-Шиллингсфюрст (1—28 мая 1906).
22. Макс Владимир фон Бек (1 июня 1906 — 7 ноября 1908).
23. Рихард фон Бинерт-Шмерлинг (25 ноября 1908 — 27 июня 1911).
24. Пауль Гауч фон Франкентурн (27 июня — 28 октября 1911).
25. Карл фон Штюргк (2 ноября 1911 — 21 октября 1916).
26. Эрнест фон Кёрбер (29 октября — 13 декабря 1916).
27. Генрих Карл Клам-Мартиниц (21 декабря 1916 — 24 июня 1917).
28. Эрнст Зайдлер фон Фойхтенегг (24 июня 1917 — 26 июля 1918).
29. Макс Гусарек фон Гейнлейн (26 июля — 27 октября 1918).
30. Генрих Ламмаш (28 октября — 11 ноября 1918).

Список министров-президентов Транслейтании (Венгрии в широком смысле) для 1867—1918 гг. см. Премьер-министры Венгрии.
После образования Австрийской республики в 1918 главой правительства является Федеральный канцлер Австрии.